# Angelo Bollano
Angelo Bollano Bisio, né le 6 juillet 1918 à Cornigliano et mort le 13 octobre 1978 à Gênes, est un joueur de football italien.

## Carrière
Angelo Bollano est formé au Sampierdarenese où il commence sa carrière en première division italienne en 1936. Il rejoint l'année suivante l'AC Liguria où il reste quatre saisons, puis s'engage avec l'AC Milan pour une saison. En 1942, il signe à l'ACF Fiorentina ; il est prêté en 1943 à l'AC Liguria et en 1945 à Ausonia, avec lequel il est entraîneur-joueur. 
En 1948, il quitte l'Italie pour jouer en première division française avec l'Olympique de Marseille. Avec l'OM, il joue 25 matchs et inscrit 12 buts en Division 1. En août 1949, il est l'auteur d'un triplé face aux Girondins de Bordeaux. Il termine sa carrière en 1951, après une saison au Real Murcie en Espagne.

## Palmarès
- Champion de Serie B en 1941 avec l'AC Liguria